# .cm
cm. دامنه اینترنتی کشور کامرون است.